# ITA National Intercollegiate Indoor Championships 2001 (November)
Bei den Omni Hotels National Intercollegiate Indoor Championships wurden im November 2001 die Hallenmeister der College-Tennis-Saison 2001/02 ermittelt. Gespielt wurde vom 8. bis zum 11. November im Brookhaven Country Club in Farmers Branch, Texas in der Nähe von Dallas.
Bis einschließlich zur Saison 2000/01 wurde das Turnier stets im Februar gespielt. Zur Saison 2001/02 wurde es in den November verschoben. Aus diesem Grund fand es im Jahr 2001 zweimal statt.

## Herreneinzel

### Setzliste
| Nr. | Spieler           | Erreichte Runde |
| --- | ----------------- | --------------- |
| 01. | K. J. Hippensteel | Rückzug         |
| 02. | Michael Kogan     | Achtelfinale    |
| 03. | Oliver Maiberger  | 1. Runde        |
| 04. | Tiago Ruffoni     | 1. Runde        |

| Nr. | Spieler        | Erreichte Runde |
| --- | -------------- | --------------- |
| 05. | Al Garland     | Halbfinale      |
| 06. | Daniel Klemetz | Viertelfinale   |
| 07. | Jesse Witten   | Achtelfinale    |
| 08. | Romain Ambert  | 1. Runde        |

## Herrendoppel

### Setzliste
| Nr. | Paarung                            | Erreichte Runde |
| --- | ---------------------------------- | --------------- |
| 01. | Marcin Matkowski Jean-Julien Rojer | Viertelfinale   |
| 02. | Scott Lipsky David Martin          | Viertelfinale   |
| 03. | Andrew Colombo Tiago Ruffoni       | Viertelfinale   |
| 04. | Ryan Haviland K. J. Hippensteel    | Rückzug         |

## Dameneinzel
| Nr. | Spieler          | Erreichte Runde |
| --- | ---------------- | --------------- |
| 01. | Jessica Lehnhoff | Viertelfinale   |
| 02. | Natalie Cahana   | Viertelfinale   |
| 03. | Bea Bielik       | Sieg            |
| 04. | Sara Walker      | 1. Runde        |

| Nr. | Spieler         | Erreichte Runde |
| --- | --------------- | --------------- |
| 05. | Kelly McCain    | Halbfinale      |
| 06. | Lauren Kalvaria | Finale          |
| 07. | Kim Niggemeyer  | Achtelfinale    |
| 08. | Amanda Johnson  | 1. Runde        |

## Damendoppel
| Nr. | Paarung                               | Erreichte Runde |
| --- | ------------------------------------- | --------------- |
| 01. | Lindsay Dawaf Jessica Lehnhoff        | Viertelfinale   |
| 02. | Linda Faltynkova Katarzyna Kolodynska | 1. Runde        |
| 03. | Janet Bergman Bea Bielik              | Finale          |
| 04. | Lauren Kalvaria Gabriela Lastra       | Sieg            |